# Grigory Kotov
Grigory Petrovich Kotov (ruso: Григорий Петрович Котов; 21 de octubre de 1902 - 7 de noviembre de 1944) fue un  teniente general del Ejército Rojo que murió a los 42 años en un bombardeo estadounidense durante el incidente de Niš (en Serbia) de 1944. Nació en la aldea de Khavertovo, en el uyezd de Mikhaylovsky, gobernación de Riazán.

## Guerra Civil Rusa
Durante la Guerra Civil Rusa, fue reclutado en el Ejército Rojo en enero de 1919 y enviado a la compañía local del Regimiento de Ryazan. En diciembre de ese mismo año, ingresó en los Primeros Cursos de Ametralladoras en Moscú, graduándose en mayo de 1921. Tras su graduación, sirvió como jefe del destacamento de ametralladoras en el 1.º y 2.º Regimientos de Propósito Especial de la 1.ª División de Járkov, combatiendo en el Frente Sur.

## Período de entreguerras
Después del final de la guerra, a partir de noviembre, comandó un pelotón y luego una compañía en la 51.ª Compañía Independiente del ChON en Mikhaylov. Fue relevado de su mando en noviembre, pero restaurado como comandante de compañía en enero de 1922 con el 20.º Batallón del ChON en la Gobernación de Ryazan. A partir de febrero de 1923, comandó un pelotón en el 1.º Regimiento de Propósito Especial de Moscú, y desde abril de 1924 fue asistente del comandante de la 3.ª Compañía Independiente de Propósito Especial en Volokolamsk. Posteriormente, comandó la 108.ª Compañía de Propósito Especial de Mozhaysk y una compañía del 4.º Batallón de Propósito Especial de Sokólniki en Moscú. Desde septiembre de 1924, sirvió como asistente del comandante de la Compañía de Guardia de Bogorodsk.
En mayo de 1925, fue transferido al Ejército Rojo, sirviendo en el 241.º Regimiento de Fusileros de la 81.ª División de Fusileros en Kaluga como asistente del comandante de compañía y luego como comandante de compañía. En septiembre de 1926, fue enviado a los Cursos de Reciclaje para Personal de Mando en la Escuela de Infantería de Moscú. Después de graduarse en 1927, fue asignado al 2.º Regimiento Territorial de Reserva de Vyatka, donde comandó compañías de fusileros y de ametralladoras. A partir de noviembre de 1928, sirvió como instructor sénior en la administración del Distrito Territorial de Vyatka. En enero de 1931, fue nombrado comandante de batallón en el 54.º Regimiento de Fusileros de la 18.ª División de Fusileros en Rostov.
Kotov ingresó en la Academia Militar Frunze en mayo de 1932 y, tras graduarse en mayo de 1936, fue enviado al cuartel general del Ejército Especial de la Bandera Roja del Lejano Oriente, donde sirvió como asistente del jefe y luego como jefe de la 1.ª sección del 1.º departamento. A partir de mayo de 1938, sirvió temporalmente como jefe del 1.º departamento (operaciones) del cuartel general del Frente del Lejano Oriente. En julio, fue destituido de su cargo, después de lo cual pasó a ser oficial para asignaciones especiales del comandante del 1.º Ejército de la Bandera Roja.
Desde febrero de 1939, sirvió como subjefe de Estado Mayor del ejército. En julio, se convirtió en jefe del departamento de operaciones del cuartel general del grupo de fuerzas del frente, y en este puesto participó en las Batallas de Khalkhin Gol. A partir de diciembre de 1939, fue jefe de Estado Mayor y brevemente comandante en funciones del 8.º Ejército del Frente Noroccidental en la Guerra de Invierno, por lo cual fue galardonado con la Orden de la Bandera Roja en 1940.
En julio de 1940, regresó al cuartel general del Frente del Lejano Oriente como jefe del departamento de operaciones y subjefe de Estado Mayor del frente. A partir de marzo de 1941, el entonces Coronel Kotov sirvió como instructor de táctica en la Academia Militar Frunze.

## Segunda Guerra Mundial

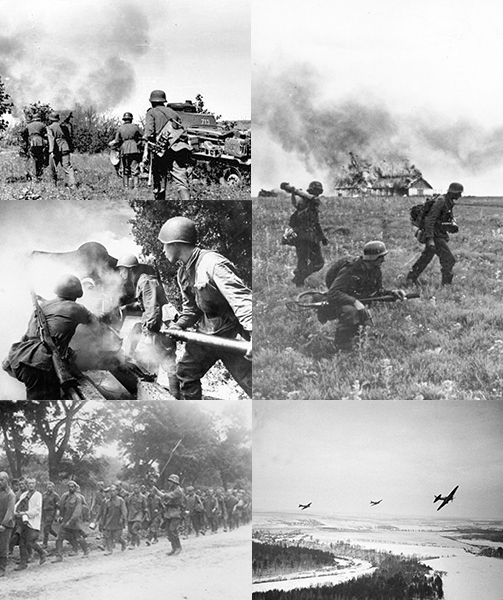
Operación Barbarroja.

Tras el inicio de la Operación Barbarroja, Kotov continuó sirviendo en la academia. El 30 de septiembre, asumió el mando de la 163.ª División de Fusileros del 34.º Ejército en el Frente Noroccidental, liderándola en batallas defensivas cerca de Staraya Russa. Bajo la presión de las fuerzas alemanas superiores, la división se retiró a posiciones al este de Demiansk. En enero de 1942, la división pasó a la ofensiva y, en conjunto con el 1.º Cuerpo de Fusileros de la Guardia, participó en los ataques que cercaron a las fuerzas alemanas en la Bolsa de Demiansk. A partir de febrero, Kotov sirvió como jefe de Estado Mayor del 51.º Ejército del Frente de Crimea, el cual se retiró hacia Kerch durante la ofensiva alemana en la Batalla de la Península de Kerch.

### Ascenso a comandante
A las 11:30 del 11 de mayo, el comandante del 51.º Ejército, Vladimir Lvov, murió en un ataque aéreo alemán sobre el puesto de mando del ejército, y Kotov asumió el mando. Ante el rápido avance alemán, reinó la confusión en los niveles de mando superior: en su informe, Kotov escribió al representante de Stavka en el frente, Lev Mejlis, que el «consejo militar del ejército no tiene planes ni instrucciones del frente sobre las operaciones futuras». De hecho, el frente había redactado órdenes para la retirada del ejército hacia el Muro Turco, pero estas se entregaron tarde. El 11 de mayo, el ejército intentó liberar a tres de sus divisiones de un cerco parcial, lo cual se logró gracias al «heroísmo excepcional» de la 77.ª División de Fusileros y al compromiso de los restos de la brigada de tanques del ejército, tal como describió Kotov en su informe a Mejlis. Informó también que la 390.ª División de Fusileros en la línea exterior del cerco huyó del frente. Mientras el 51.º Ejército luchaba rodeado en el área del Istmo de Ak-Monay, las tropas alemanas rompieron la línea del Muro Turco.

### Retirada hacia el Muro Turco
El 12 de mayo se ordenó formalmente la retirada hacia el Muro Turco, y Mekhlis instruyó específicamente a Kotov que el objetivo principal de la retirada no era involucrarse en combates, sino «preservar el personal y el equipo y llegar al Muro Turco a tiempo». Este esfuerzo no tuvo éxito en salvar la situación, y gran parte del 51.º Ejército fue aniquilado o capturado. Kotov organizó la evacuación de los restos del ejército, que sumaban al menos 6.000 hombres, a través del Estrecho de Kerch hacia el Cáucaso Norte el 17 de mayo.

### Defensa de Novorosíisk

Bandera de Novorosíisk.

El 29 de mayo, Kotov tomó el mando del 47.º Ejército, evacuado al Kuban tras sus grandes pérdidas en Kerch y asignado al Frente del Cáucaso Norte. El ejército fue encargado de defender la Península de Tamán en la costa este del Mar de Azov ante el ataque desde Crimea. Tras la caída de Krasnodar a mediados de agosto durante la Batalla del Cáucaso, el 47.º Ejército se retiró al este para defender la ciudad portuaria y base naval de la Flota del Mar Negro en Novorosíisk, mientras que el 56.º Ejército se retiraba al sur hacia el oeste del Cáucaso. Esto dejó al 47.º Ejército aislado en el área de Novorosíisk, que Stavka decidió defender a toda costa. Kotov fue puesto al mando de la Región de Defensa de Novorosíisk el 18 de agosto, siendo responsable de la Península de Tamán y Novorosíisk.
La región combinó los barcos de la Flotilla del Azov, su infantería naval y el 47.º Ejército bajo un único mando, sumando un total de 15.000 hombres.
Al día siguiente, las tropas alemanas y rumanas del Grupo de Ejércitos Ruoff comenzaron a avanzar hacia Novorosíisk, y Krymsk fue atacada. Kotov desplegó una brigada y un batallón de tanques para defender el área, pero estas tropas se vieron forzadas a retroceder a posiciones siete kilómetros al norte de Novorosíisk el 21 de agosto. Las tropas alemanas avanzaron hasta el rango de artillería del puerto dos días después, tras capturar la estación de Neberdzháyevskaya. A finales de agosto, Kotov formó una nueva brigada naval de fusileros y un batallón con marineros para defender el puerto. Para reforzar Novorosíisk, Kotov comenzó a retirar las tropas que defendían la península de Tamán. Manteniendo una defensa agresiva del puerto, Kotov ordenó un costoso contraataque de la 77ª División de Fusileros el 25 de agosto, que recuperó la estación de Neberdzháyevskaya. Las tropas alemanas reanudaron el avance el 29 de agosto, logrando pequeños avances, mientras que el avance rumano sobre Anapa aisló a la infantería naval que defendía la península de Tamán, obligando a su evacuación por mar. Con el empeoramiento de la situación, las órdenes de Kotov de defender Novorosíisk "a toda costa" se reiteraron el 30 de agosto, y el 1 de septiembre el 47º Ejército fue reforzado con otra brigada y división de fusileros, además de pequeñas unidades de infantería naval. Se le encomendó mantener la línea defensiva al norte de Novorosíisk a través de Neberdzháyevskaya y Verjnebakanski.

### Relevo del cargo
El asalto final alemán con tres divisiones sobre la ciudad comenzó el 1 de septiembre. Los defensores soviéticos en el eje Neberdzháyevskayay Verjnebakanski fueron cercados, pero la mayoría logró escapar. Los combates intensos continuaron en los accesos a la ciudad, durante los cuales el representante del alto mando Lavrentiy Beria, el comandante del frente Ivan Tyulenev y el jefe de Estado mayor del frente Pavel Bodin visitaron la ciudad el 5 de septiembre. Ellos relevaron a Kotov del mando, reemplazándolo por Andrei Grechko. En su informe, Beria, Tyulenev y Bodin describieron a Kotov como alguien que había
«perdido los nervios, el control y la confianza de aquellos que estaban cercados».
Y que era incapaz de proporcionar liderazgo debido a su estado de salud. En su historia de posguerra sobre la batalla del Cáucaso, Grechko escribió que Kotov y su cuartel general fueron 
«incapaces de establecer comunicaciones con las unidades del frente y no lograron movilizar a todas las tropas para repeler al enemigo».
Dos días después de su relevo, la infantería alemana capturó las instalaciones portuarias de la ciudad y para el 10 de septiembre la ciudad estaba completamente ocupada, aunque las fuerzas alemanas no lograron avanzar significativamente al sur durante la Batalla del Cáucaso. Aunque se perdió el puerto, su defensa prolongada desvió al Grupo de Ejércitos Ruoff de la ofensiva hacia la región petrolífera del Cáucaso, que era un objetivo estratégico.

### Designación como comandante adjunto
Kotov quedó sin asignación hasta que en octubre se convirtió en comandante adjunto del 44º Ejército del Grupo de Fuerzas del Norte del Frente Transcaucásico. El ejército luchó en batallas defensivas sostenidas en la línea que iba desde la desembocadura del río Terek hasta Gudermes. En diciembre, Kotov lideró un contraataque que hizo retroceder a las tropas alemanas en la zona al norte de Mozdok. A partir de enero de 1943, sirvió como comandante adjunto del 58º Ejército del Frente del Cáucaso Norte. Por su desempeño como comandante adjunto del 58º Ejército en la contraofensiva soviética de principios de 1943 en el Cáucaso Norte, Kotov fue condecorado con la Orden de la Bandera Roja el 1 de abril de 1943.
En abril, Kotov fue transferido para servir como comandante adjunto del 46º Ejército, entonces en la Reserva del Alto Mando Supremo, que fue trasladado al Distrito Militar del Estepa el 15 de abril y más tarde al Frente Suroccidental (desde octubre, el 3er Frente Ucraniano).

### Ascenso a teniente general
A partir de diciembre, Kotov comandó el 6º Cuerpo de Fusileros de la Guardia del 3er Frente Ucraniano, al cual lideró en la ofensiva de Nikopol-Krivói Rog, durante la cual participó en la liberación de Krivói Rog el 22 de febrero, la ofensiva de Bereznegovatoye-Snigirevka, la Ofensiva de Odesa, la Segunda Ofensiva de Jassy-Kishinev y la ocupación de Bulgaria. El 13 de septiembre de 1944 fue ascendido a teniente general.

### Muerte

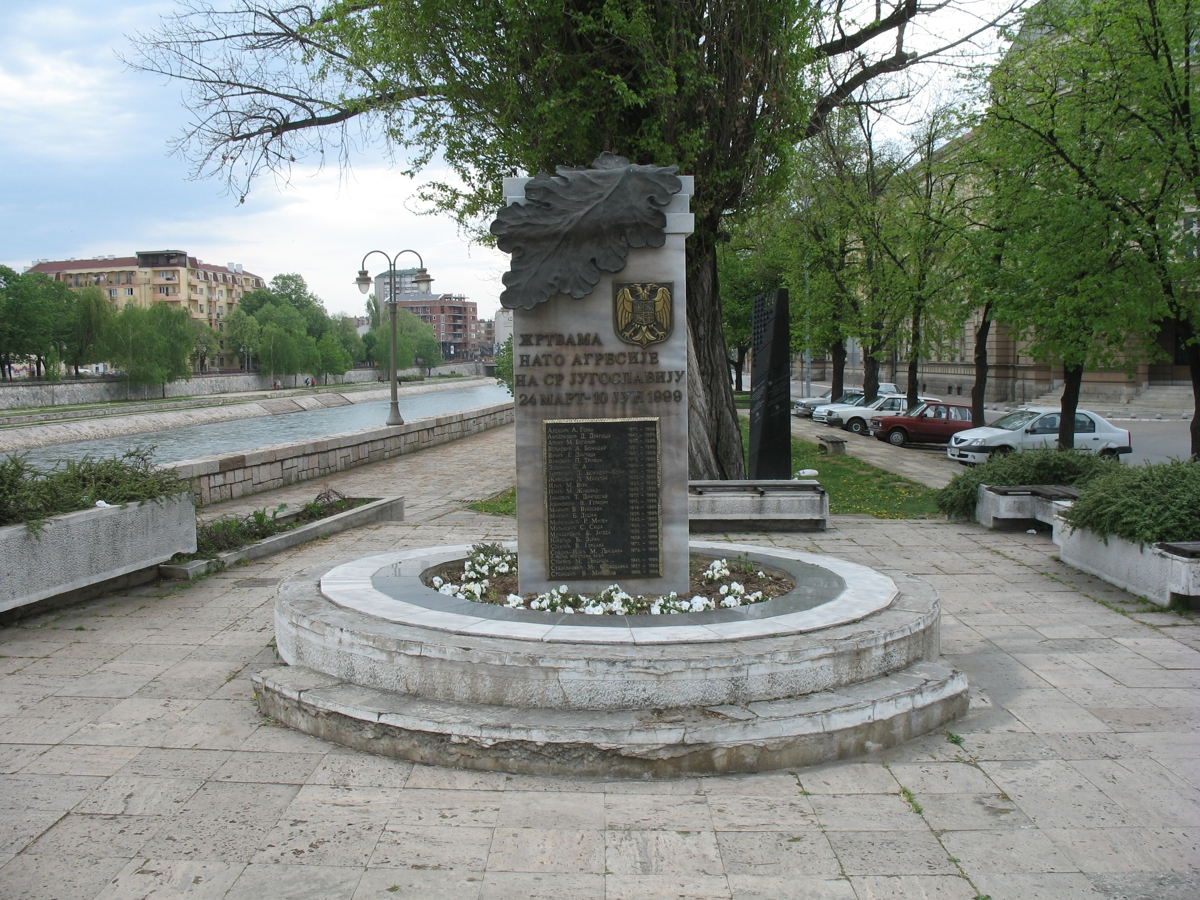
Monumento a las víctimas del bombardeo de Niš.

A principios de noviembre, durante la ofensiva de Belgrado, el cuerpo fue transferido al 57º Ejército en preparación para el avance hacia el sur de Hungría. El 7 de noviembre, durante la marcha hacia el Danubio para unirse al ejército, Kotov murió cuando cazas estadounidenses atacaron la columna del cuartel general del cuerpo en la zona de Niš, un hecho que inició el incidente de Niš. Fue enterrado en Odesa.

## Condecoraciones
- Orden de la Bandera Roja (3).
- Orden de Suvórov, 2ª clase.
- Orden de Kutúzov, 2ª clase.
- Orden de Bogdán Jmelnitski, 2ª clase.
- Orden de la Guerra Patria, 1ª clase.
- Orden de la Estrella Roja.
- Medallas.